# Koumra
Koumra (Àrab: قمرة, Qumra) és una ciutat del Txad del sud. És la capital de la regió de Mandoul i del departament de Mandoul Oriental. És la sisena ciutat més gran de Txad.

## Persones il·lustres
- Mouniro (1907-1958), natural de Bepo Pen, lluitador a la Segona Guerra Mundial
- Delphine Djiraïbé, advocada i activista de drets humans. Va néixer el 1960.